# PITPNC1
PITPNC1 (англ. Phosphatidylinositol transfer protein, cytoplasmic 1) – білок, який кодується однойменним геном, розташованим у людей на довгому плечі 17-ї хромосоми. Довжина поліпептидного ланцюга білка становить 332 амінокислот, а молекулярна маса — 38 388.
| 10         |  | 20         |  | 30         |  | 40         |  | 50         |
| ---------- |  | ---------- |  | ---------- |  | ---------- |  | ---------- |
| MLLKEYRICM |  | PLTVDEYKIG |  | QLYMISKHSH |  | EQSDRGEGVE |  | VVQNEPFEDP |
| HHGNGQFTEK |  | RVYLNSKLPS |  | WARAVVPKIF |  | YVTEKAWNYY |  | PYTITEYTCS |
| FLPKFSIHIE |  | TKYEDNKGSN |  | DTIFDNEAKD |  | VEREVCFIDI |  | ACDEIPERYY |
| KESEDPKHFK |  | SEKTGRGQLR |  | EGWRDSHQPI |  | MCSYKLVTVK |  | FEVWGLQTRV |
| EQFVHKVVRD |  | ILLIGHRQAF |  | AWVDEWYDMT |  | MDEVREFERA |  | TQEATNKKIG |
| IFPPAISISS |  | IPLLPSSVRS |  | APSSAPSTPL |  | STDAPEFLSV |  | PKDRPRKKSA |
| PETLTLPDPE |  | KKATLNLPGM |  | HSSDKPCRPK |  | SE         |  |            |

A: Аланін

C: Цистеїн

D: Аспарагінова кислота

E: Глутамінова кислота

F: Фенілаланін

G: Гліцин

H: Гістидин

I: Ізолейцин

K: Лізин

L: Лейцин

M: Метіонін

N: Аспарагін

P: Пролін

Q: Глутамін

R: Аргінін

S: Серин

T: Треонін

V: Валін

W: Триптофан

Кодований геном білок за функцією належить до фосфопротеїнів. 
Задіяний у таких біологічних процесах, як транспорт, транспорт ліпідів, альтернативний сплайсинг. 
Білок має сайт для зв'язування з ліпідами. 
Локалізований у цитоплазмі.